# Supercoupe d'Espagne masculine de volley-ball
La Supercoupe d'Espagne de volley-ball masculin est une compétition de volley-ball qui oppose, au début de chaque saison, le tenant du titre et le tenant de la Coupe du Roi.

## Palmarès
| - 2002 : Unicaja Almeria - 2003 : Unicaja Almeria - 2004 : Arona Playa Las Americas - 2005 : Palma de Majorque |